# Нойденау
Нойденау (нім. Neudenau) — місто в Німеччині, знаходиться в землі Баден-Вюртемберг. Підпорядковується адміністративному округу Штутгарт. Входить до складу району Гайльбронн.
Площа — 32,93 км2. Населення становить 5302 ос. (станом на 31 грудня 2020).